# Хулдара
Хулдара (груз. ხულდარა) — село в Грузии, на территории Марнеульского муниципалитета края (мхаре) Квемо-Картли.

## География
Село находится в юго-восточной части Грузии, вблизи государственной границы с Арменией, на расстоянии приблизительно 25 километров (по прямой) к юго-юго-западу от города Марнеули, административного центра муниципалитета. Абсолютная высота — 540 метров над уровнем моря.

## Население
По результатам официальной переписи населения 2014 года в Хулдаре проживало 915 человек (481 мужчина и 434 женщины). В национальной структуре населения азербайджанцы составляли 100 %.